# Шкларевич, Владимир Николаевич
Владимир Николаевич Шкларевич (1835 — 1915) — русский учёный-артиллерист и педагог, генерал от артиллерии (1911). Почётный член Михайловской артиллерийской академии и Артиллерийского комитета
Главного артиллерийского управления.

## Биография
В службу вступил в  1854 году, в 1855 году после окончании Константиновского кадетского корпуса и Михайловской артиллерийской академии по I разряду произведён в прапорщики и выпущен в Лейб-гвардии 1-ю артиллерийскую бригаду.  В  1856 году произведён в подпоручики и переименован в прапорщики артиллерии. В 1860 году произведён в подпоручики артиллерии, в 1861 году в поручики, в 1867 году в штабс-капитаны и капитаны.
С 1858 года репетитор-учитель, с 1868 по 1883 годы штатный преподаватель  Константиновского артиллерийского училища. С 1869  совещательный член, с 1885 года постоянный член, а с 1911 года почётный член Артиллерийского комитета Главного артиллерийского управления и  почётный член Михайловской артиллерийской академии.
В 1870 году произведён в полковники, в 1882 году в генерал-майоры, в  1892 году в генерал-лейтенанты, в 1911 году в генералы от артиллерии.
Похоронен на кладбище Новодевичьего монастыря в Петрограде.

## Семья
Из потомственных дворян Черниговской губернии. 
Сын Дмитрий (1868—1916) — русский генерал, герой Первой мировой войны.